# 다테 도쿠오
다테 도쿠오(일본어: 伊達 得夫, 1920년 9월 10일~1961년 1월 16일)는 일본의 편집자이다. 출판사 경영자이기도 하며 잡지 유레카의 대표이다. 1962년에 제1회 후지무라 기념 역정상을 수상했다.

## 참고 자료
- 秋山邦晴ほか 『文化の仕掛人 現代文化の磁場と透視図』（青土社、1985年）
- 長谷川郁夫 『われ発見せり 書肆ユリイカ・伊達得夫』（書肆山田、1992年）
- 寺田博編 『時代を創った編集者101』（新書館、2003年）
- 田中栞 『書肆ユリイカの本』（紅梅堂、2004年）小冊子
- 田中栞 『書肆ユリイカの本』（青土社、2009年）改訂版